# Vítor Bruno Rodrigues Gonçalves
Vítor Bruno Rodrigues Gonçalves (* 29. března 1992, São Bartolomeu de Messines - Silves, Portugalsko) je portugalský fotbalový záložník, aktuálně hraje v portugalském klubu Gil Vicente.

## Klubová kariéra
Vítor Rodrigues začínal s fotbalem v malém portugalském klubu UD Messinense a v mládežnickém věku hrál později i za Benficu Lisabon a Portimonense SC. V seniorském fotbale debutoval v dresu Portimonense SC. V červenci 2013 odešel do Gil Vicente FC.

## Reprezentační kariéra
Hrál za portugalskou mládežnickou reprezentaci do 21 let.